# Thamnomalia
Thamnomalia là một chi rêu trong họ Neckeraceae.